# Ruma
Pour les articles homonymes, voir Ruma (homonymie).
Ruma /ʁuma/ (en serbe cyrillique : Рума /ruma/) est une ville et une municipalité de Serbie situées dans la province autonome de Voïvodine, district de Syrmie (Srem). Au recensement de 2011, la ville comptait 30 076 habitants et la municipalité dont elle est le centre 54 339.

## Géographie
Ruma est située sur les pentes méridionale du massif de la Fruška gora, à une altitude de 111 m. Le territoire municipal couvre une superficie de 582 km2 et se caractérise par un relief relativement plat. Aucune rivière importante ne traverse le territoire ; en revanche, il est traversé par trois ruisseaux qui figurent sur le blason de la ville. Dans les années 1970, un lac artificiel a été construit près de la Ruma.
La ville se trouve à 20 km de Sremska Mitrovica, 30 km de Šabac, 35 km de Novi Sad, la capitale de la province de Voïvodine, et à 50 km de Belgrade, la capitale de la Serbie. La municipalité est entourée par celles d'Irig au nord, Inđija à l'extrême nord-est, Stara Pazova au nord-est, Pećinci à l'est, Sremska Mitrovica au nord-ouest, Šabac à l'ouest et au sud-ouest, Vladimirci au sud et au sud-est ; ces deux dernières municipalités sont rattachées au district de Mačva, en Serbie centrale.

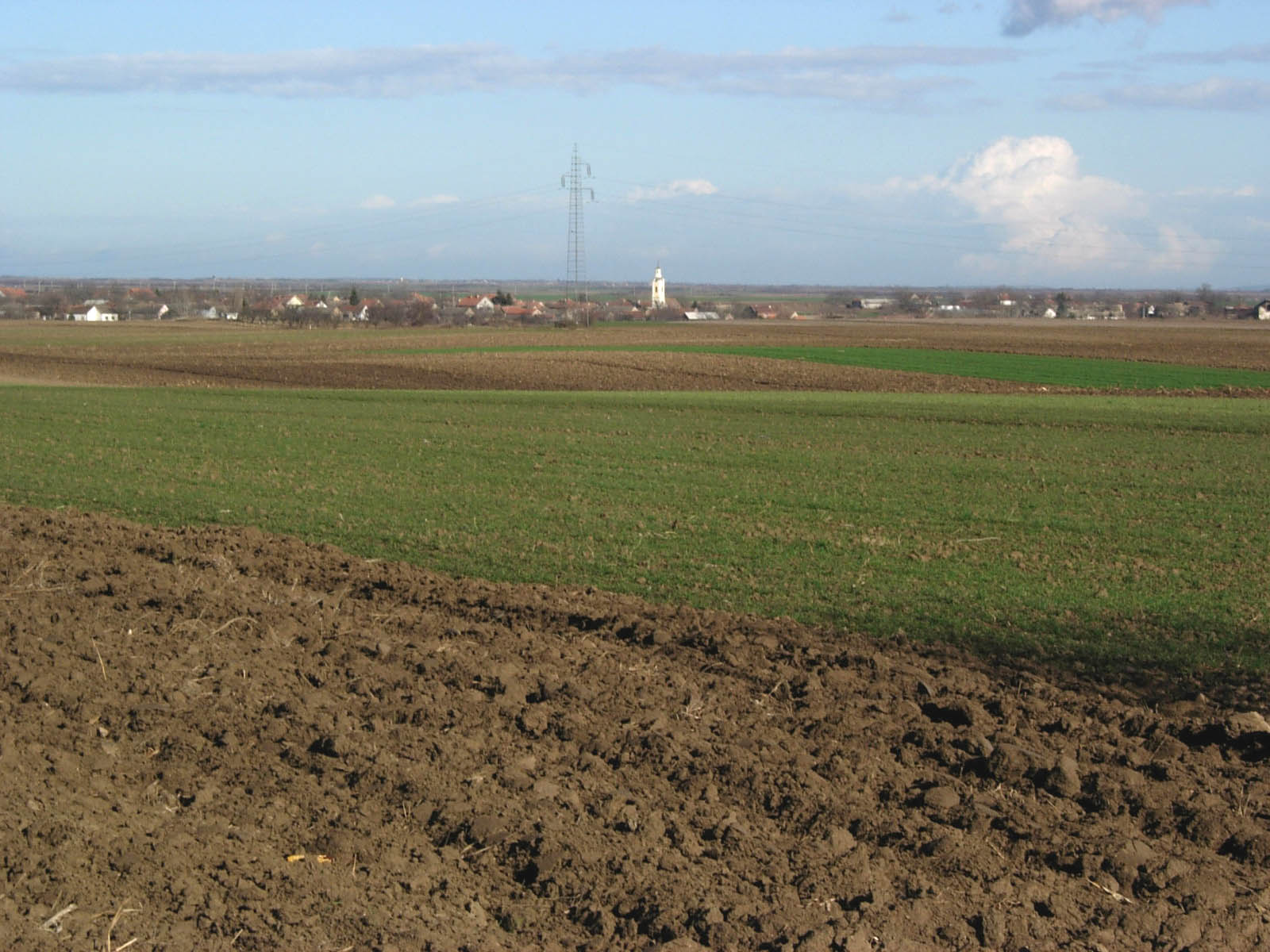
La région de Ruma, près de Mali Radinci

## Histoire
La municipalité de Ruma conserve des traces de peuplement humain remontant à la Préhistoire, notamment sur le site de Gomolava, près de Hrtkovci ; ce site abrite deux tombes caractéristiques de la culture de Bosut remontant au IXe siècle av. J.-C., ainsi que de la poterie datant de -3000 et caractéristique de la culture de Vučedol. Les premiers habitants connus de la région étaient des Illyriens et des Celtes, appartenant à des peuples comme les Amantes, les Breuci ou les Scordiques, etc. Au tournant du Ier siècle av. J.-C. et du Ier siècle de notre ère, les Romains conquirent la région et y apportèrent leur culture ; la région de Ruma fut divisée en plusieurs domaines agricoles, sur le modèle des villae rusticae. À partir du IIIe siècle, les invasions se succédèrent, avec les Germains, puis les Huns, les Avars et les Slaves. La région de Ruma fit alors partie de l'Empire franc, de l'Empire bulgare, de l'Empire byzantin et du royaume de Hongrie.
Au XVIe siècle, la région passa entre les mains des Ottomans. Une localité du nom de Ruma est mentionnée pour la première fois dans un defter (recensement cadastral à des fins fiscales) turc de 1566-1567. À cette époque, le village comptait 49 foyers serbes et ses habitants vivaient de l’agriculture et de l'élevage.

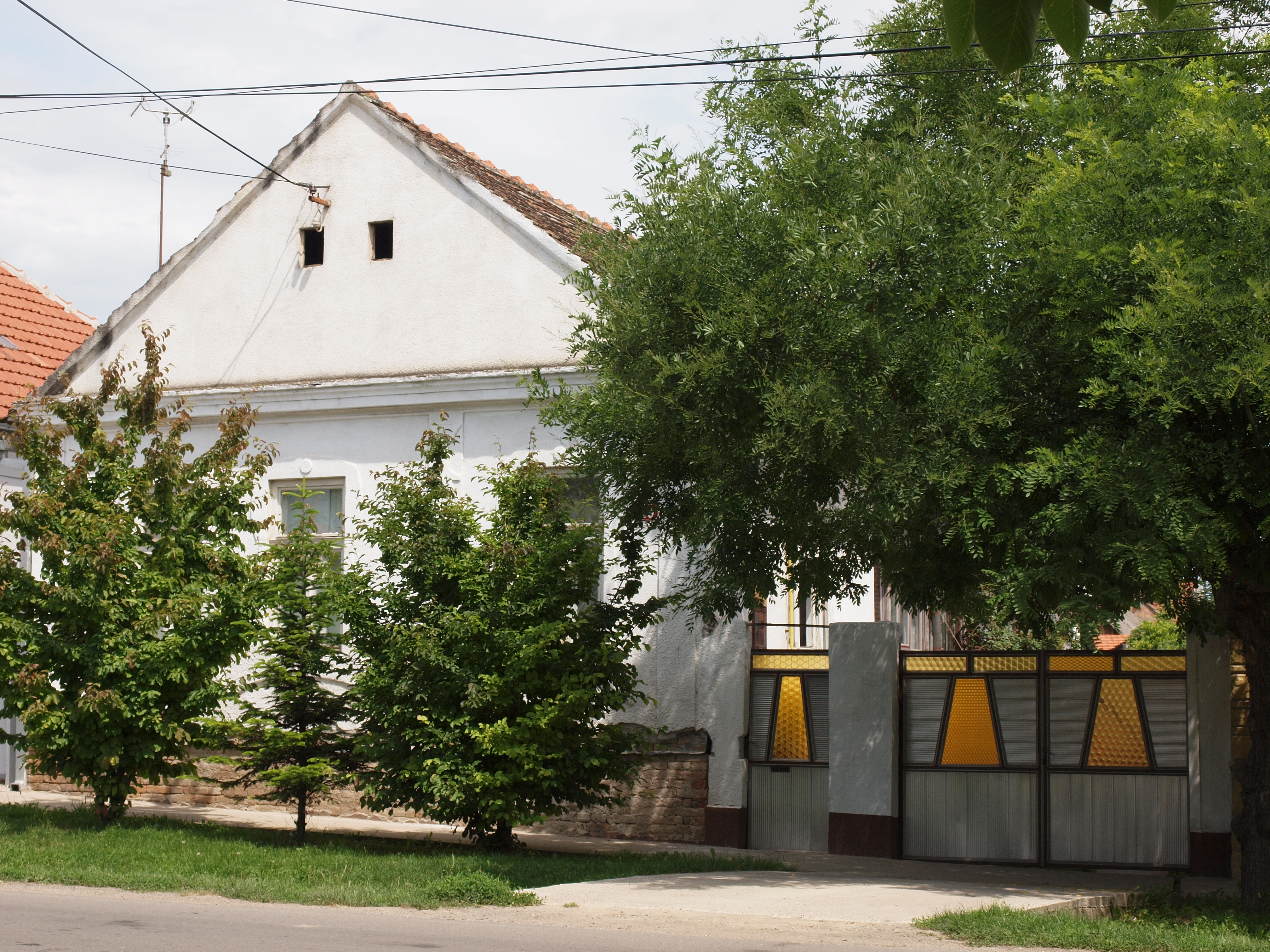
Une maison « allemande » à Ruma

Après la guerre austro-turque de 1683-1699, le traité de Karlowitz sépara la Syrmie en deux parties, l'une autrichienne, l'autre ottomane, la frontière passant entre Sremska Mitrovica et Slankamen. Ruma resta ainsi encore quelque temps sous domination turque. En revanche, après la guerre austro-turque de 1716-1718 et à la suite du traité de Passarowitz Ruma fut rattachée aux possessions des Habsbourg. En 1746, une nouvelle localité portant le nom de Ruma fut fondée à l'emplacement actuel de la ville et à proximité du village qui autrefois portait ce nom ; cette nouvelle localité, construite par le baron Marko Pejacević, propriétaire du domaine englobant la région, fut d'abord peuplée par des Serbes venus des alentours et par des populations germaniques originaires d'Allemagne. En 1747, Ruma devint une ville commerciale libre et une première foire y eut lieu la même année.
Au début du XIXe siècle, des Croates et des Hongrois vinrent s'installer dans la ville. En 1807, une révolte de paysans, connue sous le nom de révolte de Tican, éclata en Syrmie et commença sur le domaine de Ruma au village de Voganj ; elle avait pour cause les mauvais traitements infligés aux paysans sans terre par le baron Karlo Pejacević, propriétaire du domaine, et par ses hommes ; la révolte fut écrasée dans le sang et son chef, Teodor Avramović-Tican, subit le supplice de la roue. Pendant la révolution hongroise de 1848, Ruma fut un des centres importants du nationalisme serbe en Syrmie. La ville et le territoire de l'actuelle municipalité connurent un important essor économique dans la seconde moitié du XIXe siècle et au début du XXe siècle. Selon le recensement de 1910, la population de la municipalité de Ruma comptait 49 138 habitants, dont 22 956 parlaient serbe, 15 529 allemand, 5 746 hongrois et 3 730 croates.
Après la Première Guerre mondiale, l'Autriche-Hongrie fut démantelée et le 24 novembre 1918, l'Assemblée de Syrmie proclama la réunion de la région avec le royaume de Serbie. Ruma fit alors partie successivement du royaume des Serbes, Croates et Slovènes et du royaume de Yougoslavie.
Lors de la Seconde Guerre mondiale, Ruma fut envahie par l'armée allemande en avril 1941. En 1942, une unité de la Wehrmacht, connue sous le nom de Compagnie de vontaires Ruma ES der DM, fut constituée par les volontaires locaux appartenant à la Volksdeutsche. Parallèlement un grand nombre de citoyens non allemands de Ruma participèrent à la lutte contre les puissances de l'Axe. En 1944, à la suite des événements survenus pendant la guerre, la plus grande partie de la minorité allemande de Ruma dut fuir la ville devant les Partisans yougoslaves communistes de Tito et l'Armée rouge. Des colons venus de diverses parties de l'ancien royaume de Yougoslavie s'installèrent à Ruma.

## Localités de la municipalité de Ruma

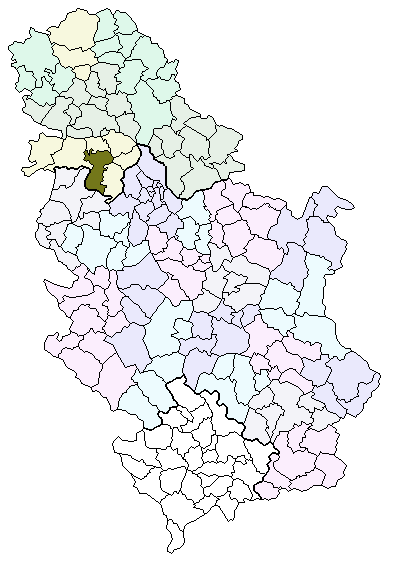
Localisation de la municipalité de Ruma en Serbie
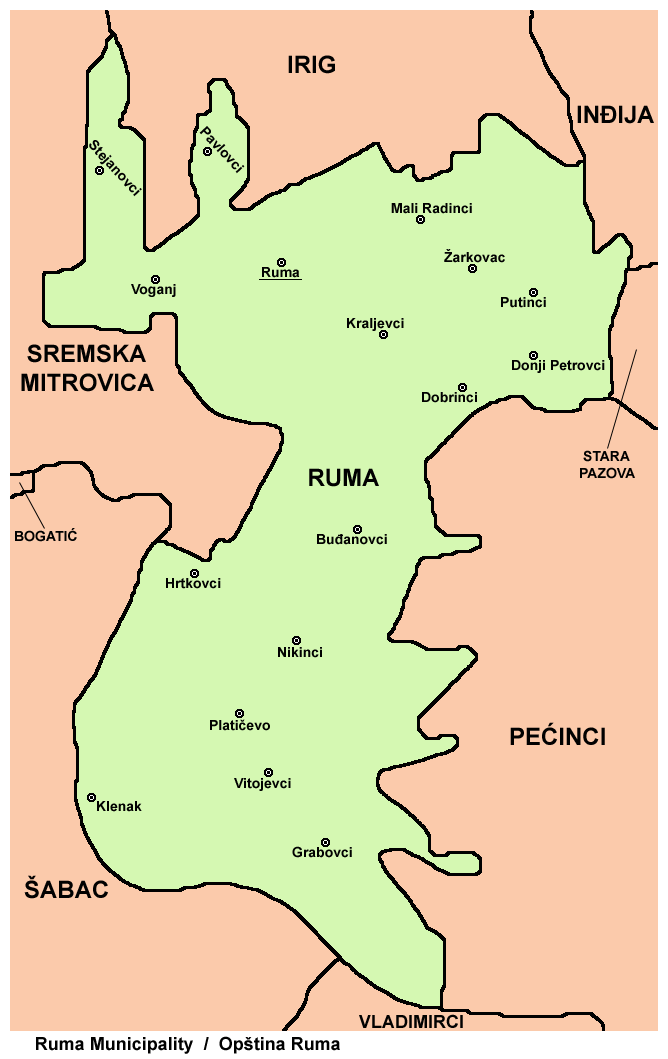
Localisation des localités dans la municipalité

La municipalité de Ruma compte 17 localités :
| - Buđanovci - Vitojevci - Voganj - Grabovci - Dobrinci - Donji Petrovci - Žarkovac - Klenak - Kraljevci | - Mali Radinci - Nikinci - Pavlovci - Platičevo - Putinci - Ruma - Stejanovci - Hrtkovci |

Ruma est officiellement classée parmi les « localités urbaines » (en serbe : градско насеље et gradsko naselje) ; toutes les autres localités sont considérées comme des « villages » (село/selo).

## Démographie

### Villeintra muros

#### Évolution historique de la population dans la ville
| 1948   | 1953   | 1961   | 1971   | 1981   | 1991   | 2002   | 2011   |
| ------ | ------ | ------ | ------ | ------ | ------ | ------ | ------ |
| 14 001 | 15 619 | 19 446 | 23 933 | 27 699 | 28 582 | 32 229 | 30 076 |

|  |

#### Données de 2002
Pyramide des âges (2002)
En 2002, l'âge moyen de la population de la ville était de 37,8 ans pour les hommes et 40,6 ans pour les femmes.
Répartition de la population par nationalités dans la ville (2002)
En 2002, les Serbes représentaient près de 87 % de la population de la ville ; on y comptait notamment des minorités croates (3,2 %) et hongroises (1,1 %).

#### Données de 2011
Pyramide des âges (2011)
En 2011, l'âge moyen de la population de la ville était de 42,3 ans, 40,6 ans pour les hommes et 43,8 ans pour les femmes.
Répartition de la population par nationalités dans la ville (2011)
En 2011, les Serbes représentaient près de 88,3 % de la population, en augmentation ; la ville comptait toujours des minorités croates (3 %) et hongroises (1,1 %) ; la proportion de Roms était en légère augmentation (1 % contre 0,77 %),.

### Municipalité

#### Données de 2002
Pyramide des âges (2002)
Répartition de la population par nationalités dans la municipalité (2002)
En 2002, les Serbes représentaient près de 86,6 % de la population de la municipalité ; les Croates, les Hongrois et les Roms constituaient les principales minorités de la région, avec respectivement 3,3 %, 2,2 % et 1,2 % de la population. Toutes les localités de la municipalité possédaient une majorité de peuplement serbe.

#### Données de 2011
Pyramide des âges (2011)
En 2011, l'âge moyen de la population dans la municipalité était de 42,6 ans, 41,1 ans pour les hommes et 44,2 ans pour les femmes.
Répartition de la population par nationalités (2011)
Selon le recensement de 2011, la structure globale de la municipalité « par nationalité » est restée relativement stable, avec 86,3 % de Serbes, 3,1 % de Croates et 2,1 % de Hongrois. Par rapport à 2002, la population rom a nettement augmenté (2,4 % contre 1,2 %) ; la catégorie de recensement des Yougoslaves, qui se réfère à la République fédérative socialiste de Yougoslavie sans marque de nationalité, est en nette régression (0,5 % contre 1,7 %),.

## Religions (2002)
Sur le plan religieux, la municipalité de Ruma est peuplée à 88 % par des Serbes orthodoxes ; elle dépend l'éparchie de Syrmie (en serbe cyrillique : Епархија сремска), dont le siège est à Sremski Karlovci.

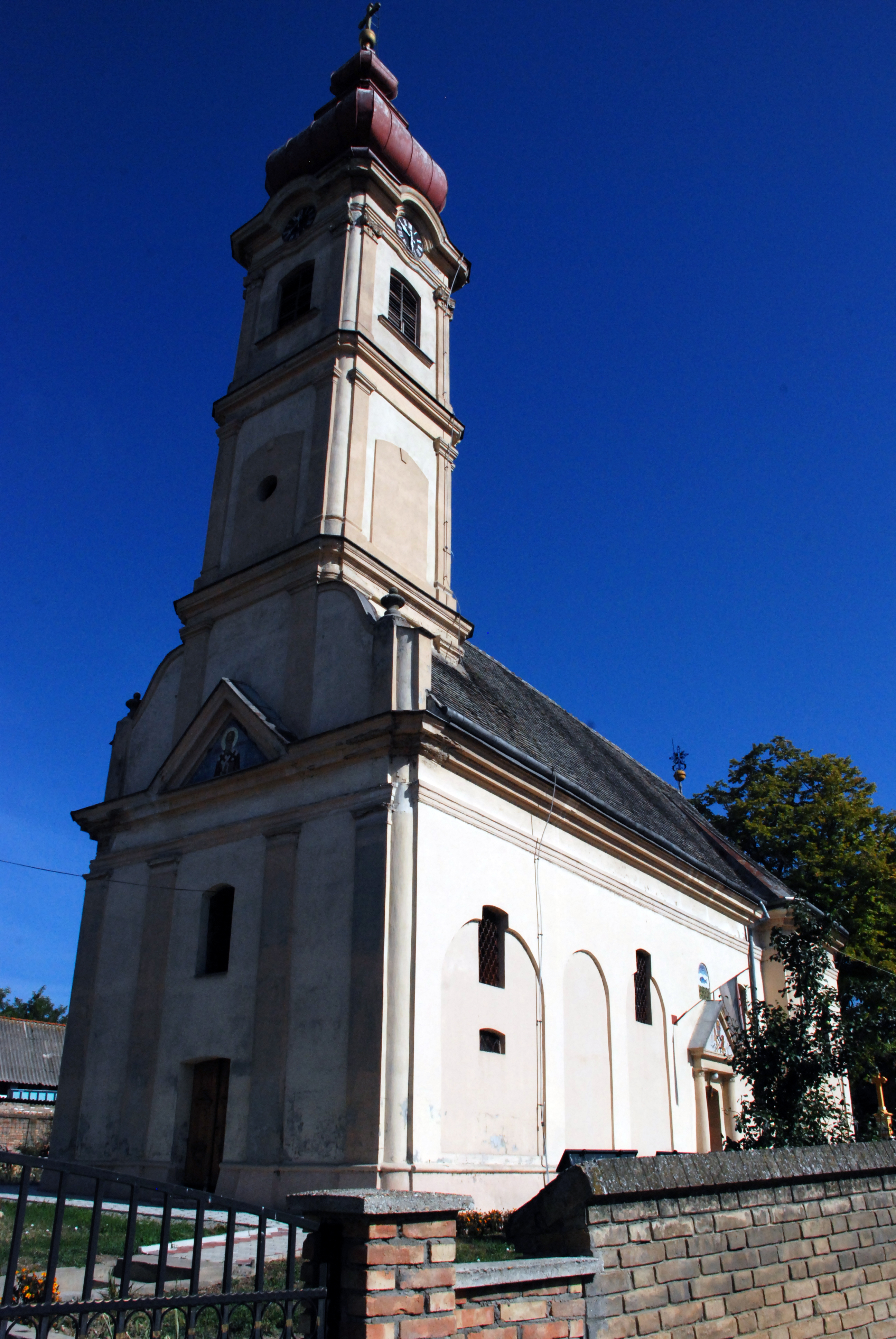
L'église Saint-Nicolas de Ruma

En 2002, les Catholiques représentaient 5,6 % de la population ; le culte catholique relève du diocèse de Syrmie, qui a son siège à Sremska Mitrovica.

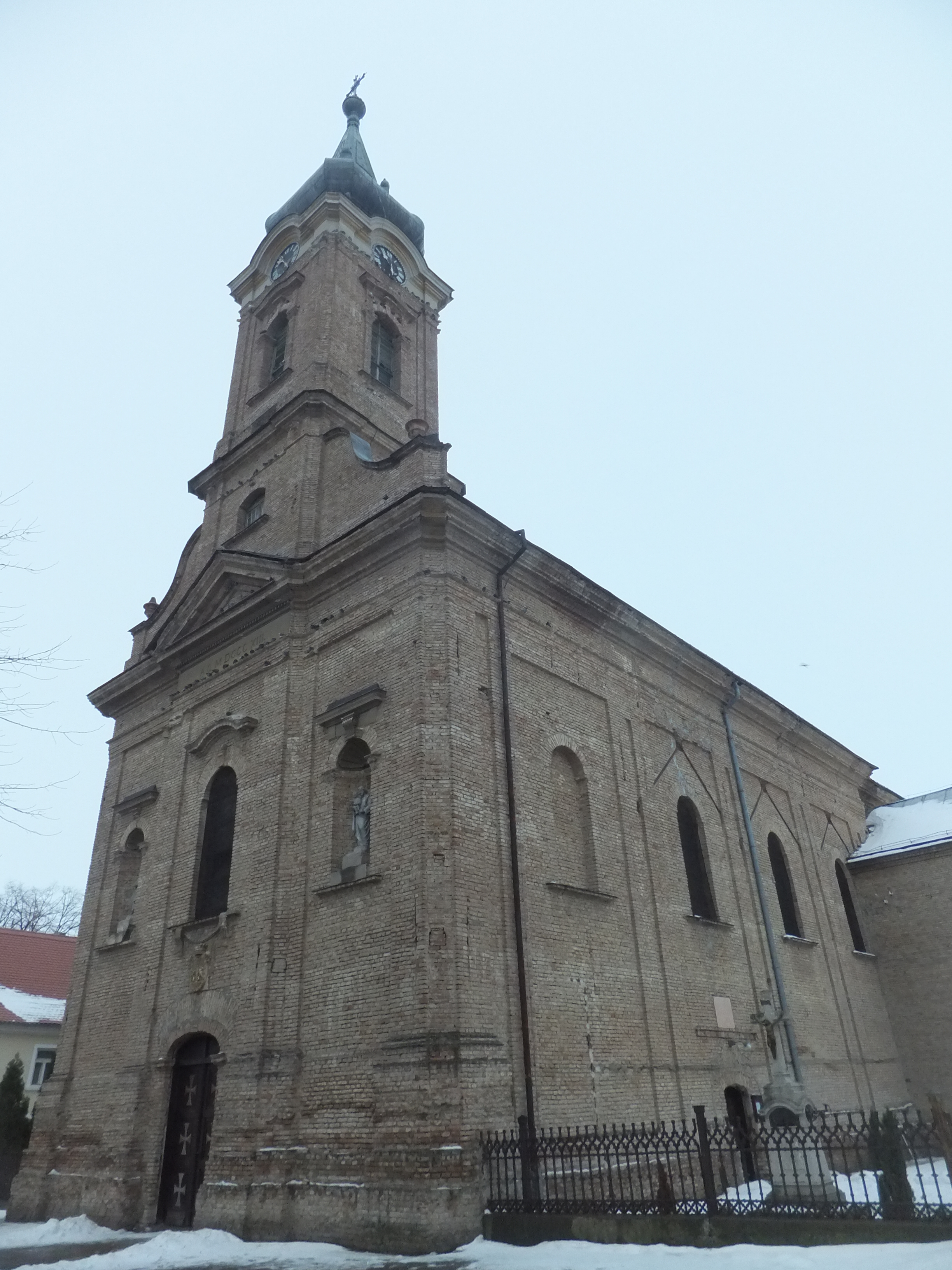
L'église catholique de l'Exaltation-de-la-Sainte-Croix à Ruma

## Politique

### Élections locales de 2008
À la suite des élections locales serbes de 2008, les 43 sièges de l'assemblée municipale de Ruma se répartissaient de la manière suivante :
| Parti                                                           | Sièges |
| --------------------------------------------------------------- | ------ |
| Coalition Pour une Ruma européenne                              | 20     |
| Liste « En avant, Serbie ! »                                    | 8      |
| Parti démocratique de Serbie - Nouvelle Serbie                  | 6      |
| Parti radical serbe                                             | 4      |
| Parti socialiste de Serbie - Parti des retraités unis de Serbie | 3      |
| « Coalition pour la municipalité de Ruma »                      | 2      |

Goran Vuković, qui conduisait la liste Pour une Ruma européenne, variante régionale de la coalition Pour une Serbie européenne soutenue par le président Boris Tadić, a été élu président (maire) de la municipalité. Membre du Parti démocratique du président Tadić, il succédait à Srđan Nikolić, membre du Parti radical serbe de Vojislav Šešelj.

### Élections locales de 2012
À la suite des élections locales serbes de 2012, les 37 sièges de l'assemblée municipale de Ruma se répartissaient de la manière suivante :
| Parti                                                                | Sièges |
| -------------------------------------------------------------------- | ------ |
| Parti démocratique                                                   | 17     |
| Donnons de l'élan à Ruma (Parti progressiste serbe, Nouvelle Serbie) | 6      |
| Parti radical serbe                                                  | 5      |
| Parti démocratique de Serbie                                         | 5      |
| Parti socialiste de Serbie                                           | 4      |

Goran Vuković a été réélu président de la municipalité.

## Architecture

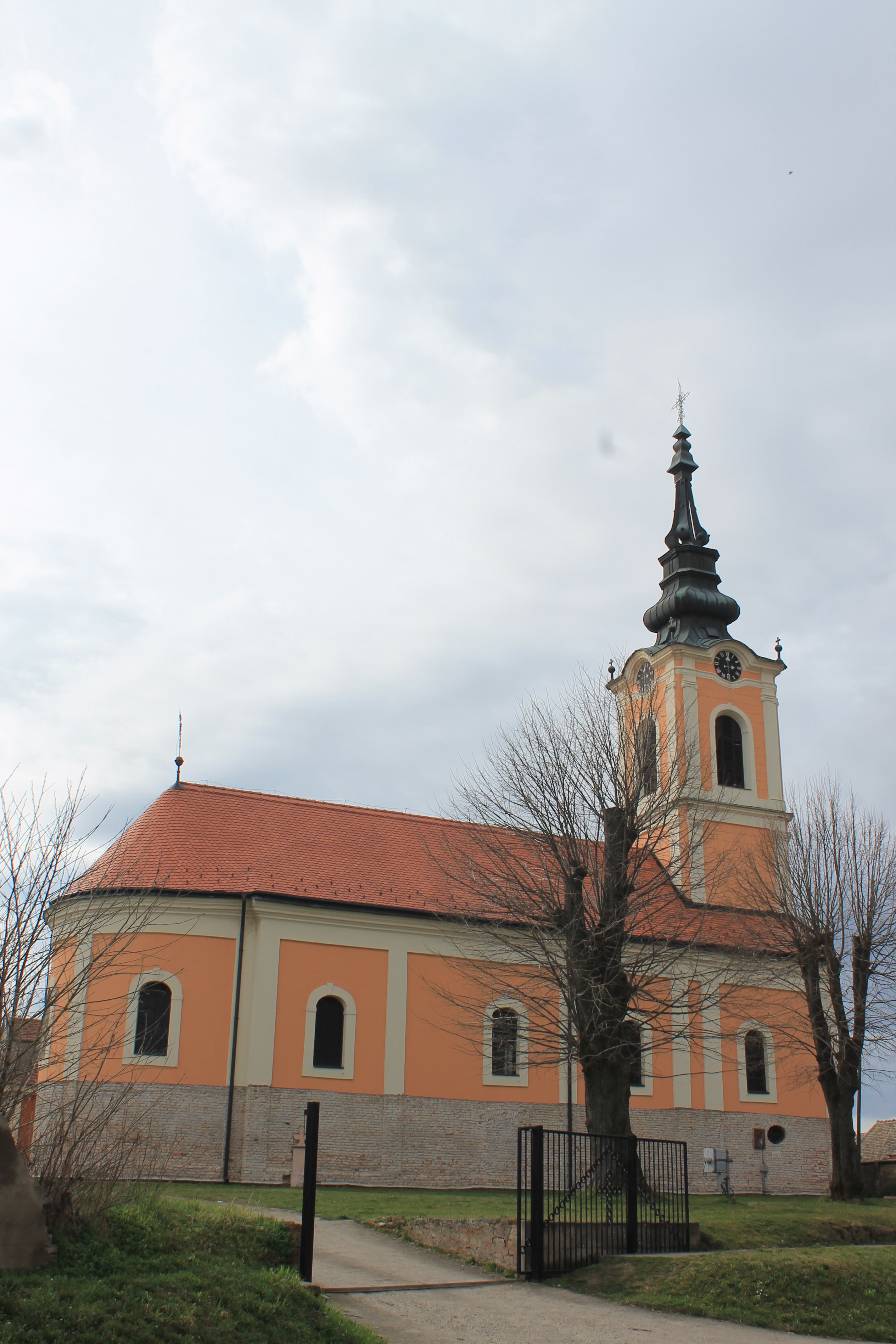
L'église de l'Ascension

Ruma abrite plusieurs édifices faisant partie du patrimoine culturel de Serbie et, notamment, plusieurs églises. L'église Saint-Nicolas remonte peut-être à une ancienne église en bois mais l'édifice actuel a été construit en 1758 dans un style baroque ; elle conserve une iconostase peinte en 1847 par Georgije Dević et des fresques dues à Pavle Čortanović ; une icône représentant une Vierge à l'Enfant a été réalisée en 1850 par Pavle Simić. L'église de l'Ascension a été construite en 1761 ; elle possède une iconostase peinte en 1772 par Stefan Tenecki. L'église de la Descente-du-Saint-Esprit, encore appelée l'« église grecque », a été édifiée à partir de 1836 et achevée en 1903 par l'architecte viennois Hermann Bollé ; elle possède une iconostase conçue par le sculpteur Georgije Dević et décorée par le peintre serbe Uroš Predić. L'église catholique de l'Exaltation-de-la-Sainte-Croix été édifiée à l'emplacement d'une ancienne église bois et construite en 1813 ; elle est ornée de fresques peintes notamment par Konstantin Pantelić. Toutes ces églises sont inscrites sur la liste des monuments culturels de grande importance de la République de Serbie.

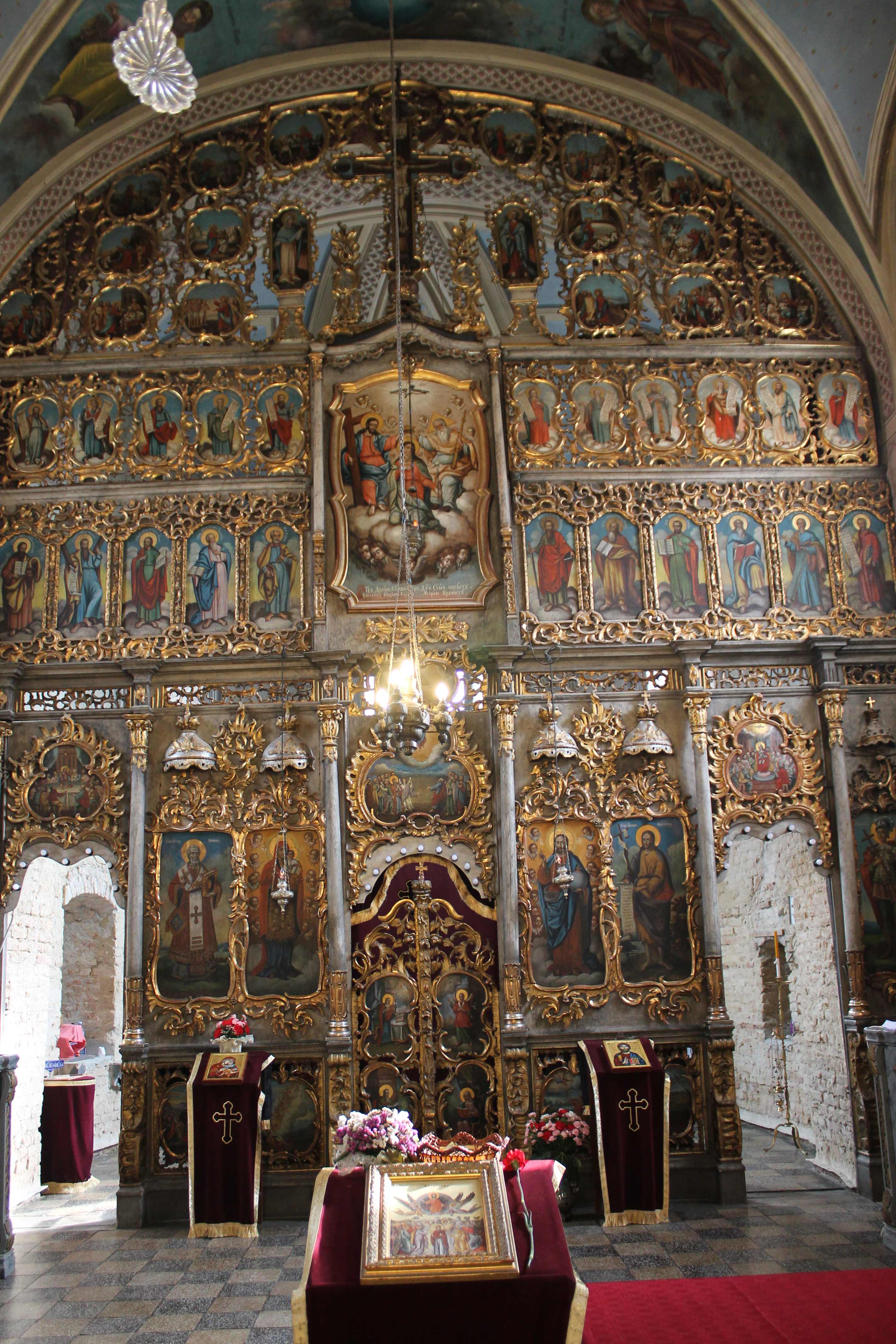
L'iconostase de l'église de l'Ascension
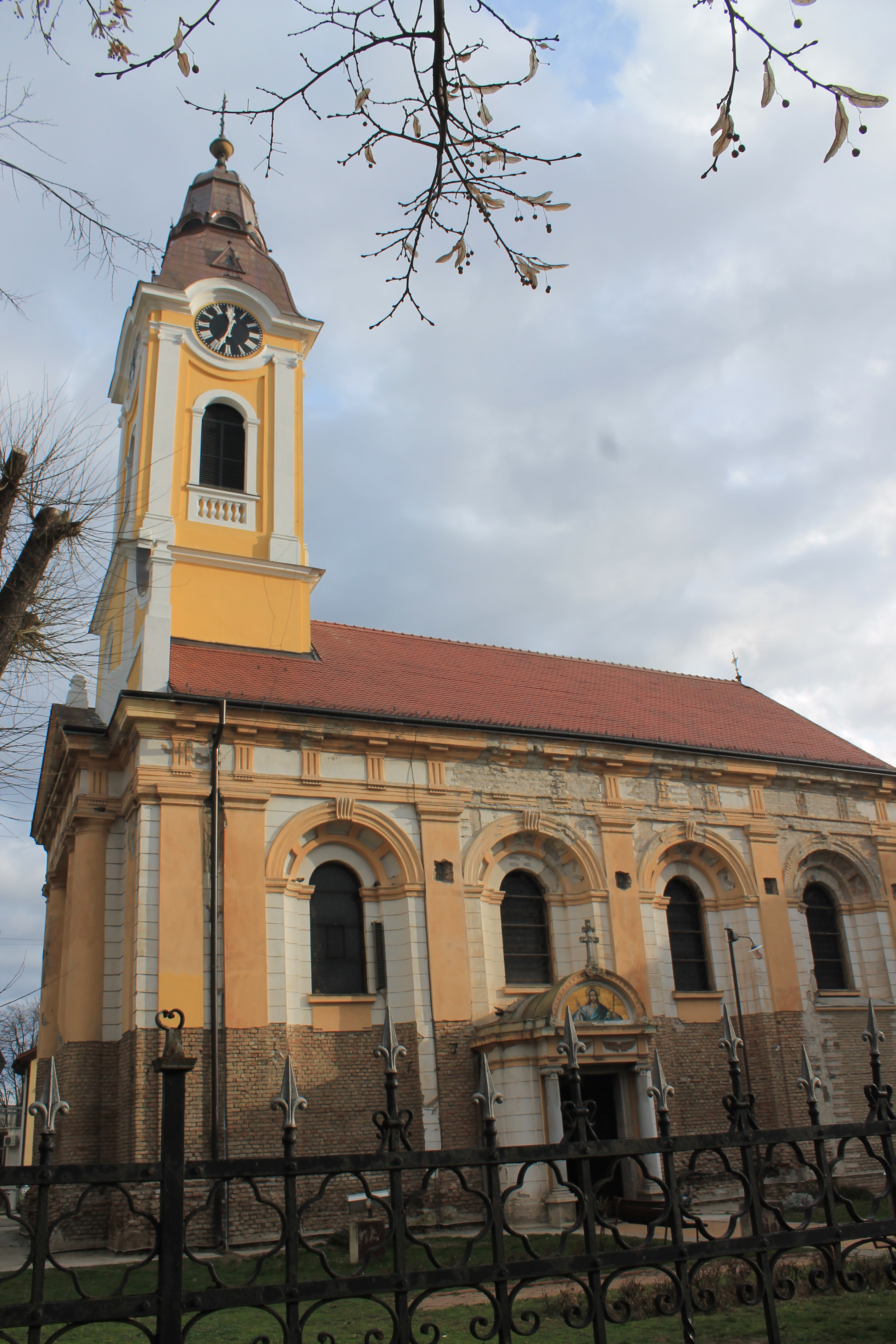
L'église de la Descente-du-Saint-Esprit
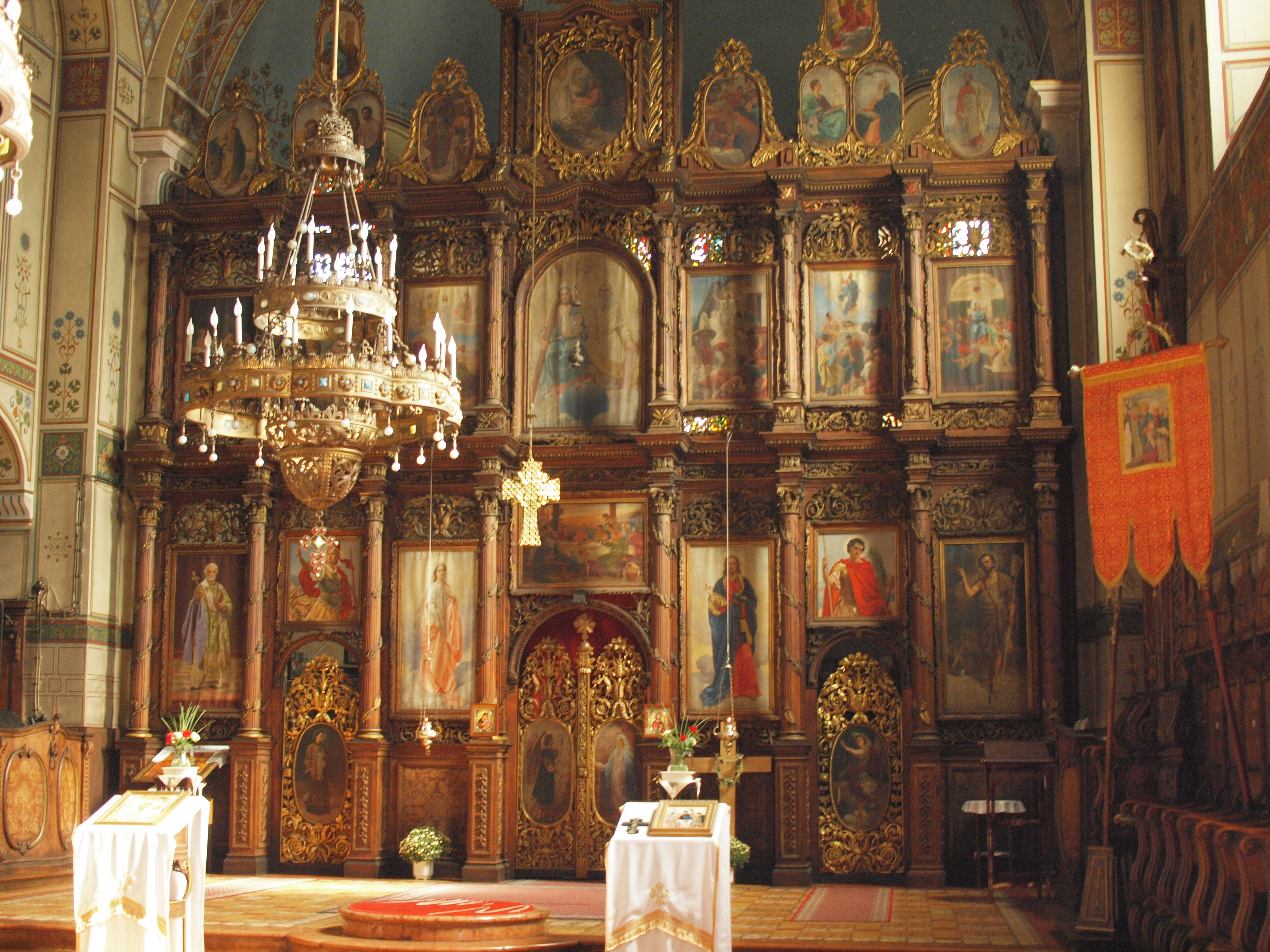
L'iconostase de l'église de la Descente-du-Saint-Esprit

La ville conserve également quelques bâtiments civils classés, comme le bâtiment du musée, construit en 1772 par le baron Marko Pejačević pour y accueillir le lycée franciscain de la ville. Le Fišerov salaš, situé sur la route de Ruma à Jarak, a été construit à la fin du XIXe siècle.

## Culture

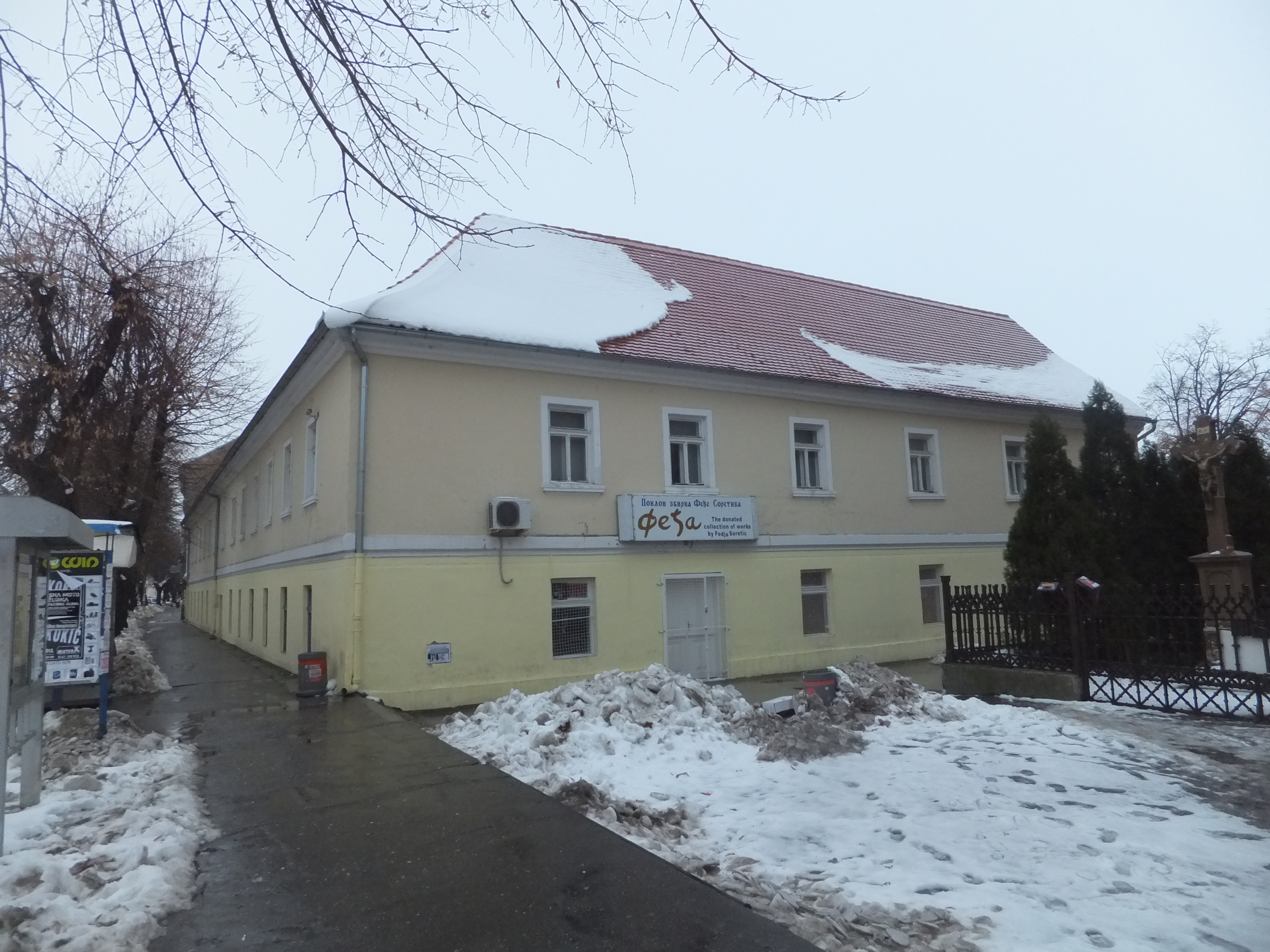
Le musée de Ruma
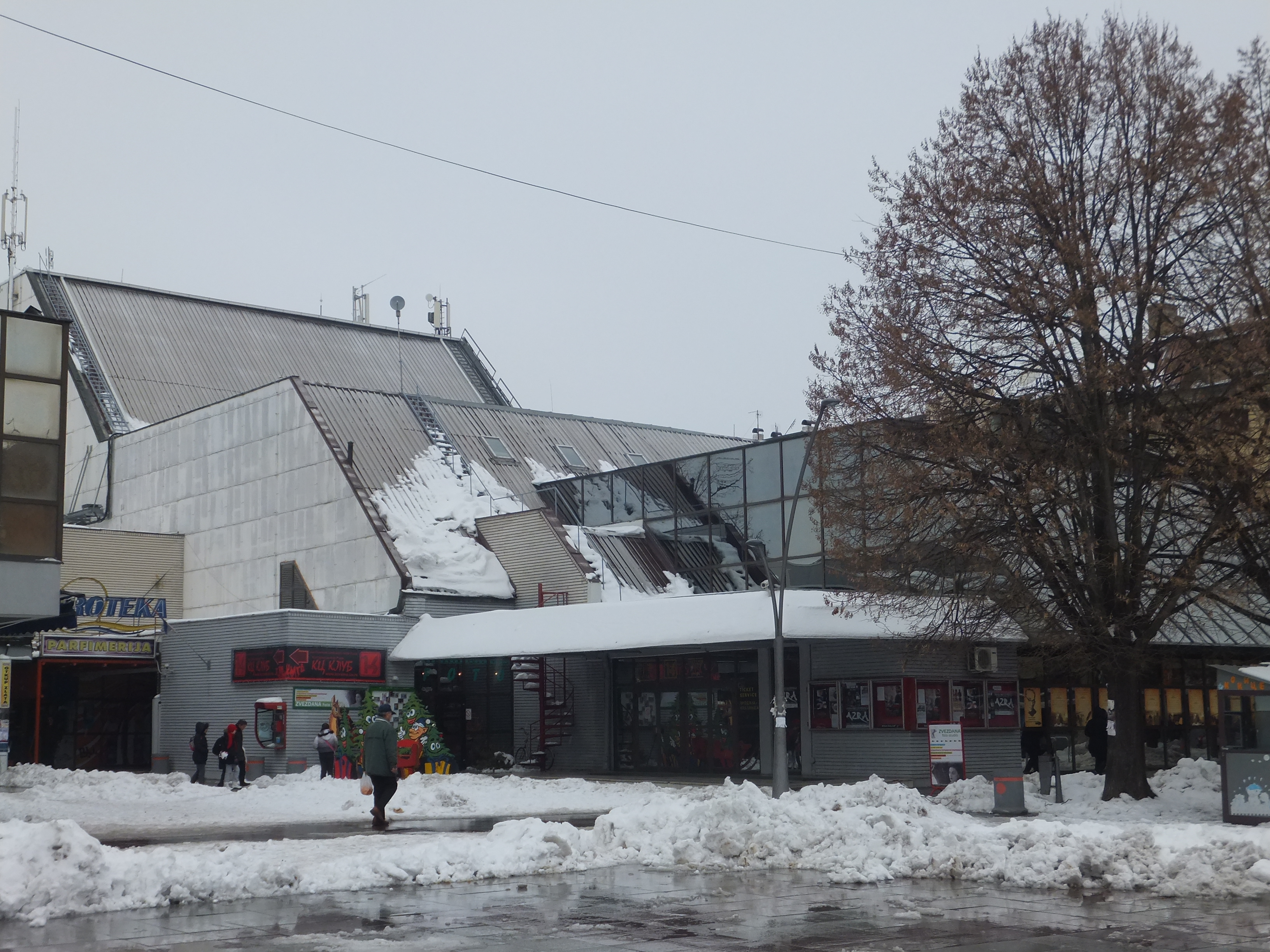
Le centre culturel de Ruma

## Économie
Ruma est le siège de la société Sremput, qui travaille principalement dans le domaine de la construction. Ses activités incluent la maintenance et la construction de routes, de ponts, de passerelles et d'autres infrastructures routières ; elle construit, reconstruit ou adapte des bâtiments d'affaires ou des immeubles résidentiels. Elle produit du gravier et du sable et travaille également dans le domaine des études géologiques et de la cartographie. Elle possède également une usine fabriquant de l'asphalte et cinq unités produisant des machines et des outils,. La ville accueille le siège de Ruma fabrika kože, une entreprise créée en 1936, qui travaille dans le secteur du tannage et de la transformation du cuir ; sa gamme de produits inclut des semelles, des revêtements et des vêtements ainsi que des accessoires en cuir.

## Tourisme

### Sites naturels

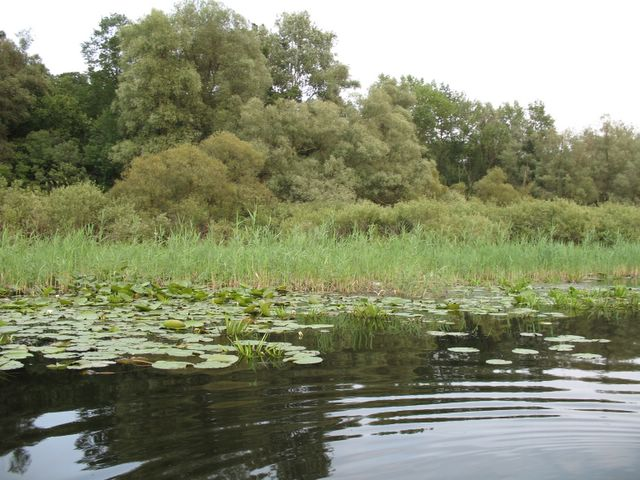
Vue de l'Obedska bara

Ruma est située au pied du versant méridional de la Fruška gora. Un parc national a été créé dans le massif en 1960, ; en 2000, le massif a été désigné comme une zone importante pour la conservation des oiseaux (en abrégé : ZICO).
Une partie de la réserve naturelle de l'Obedska bara se trouve sur le territoire de la municipalité, ; dans son ensemble la réserve s'étend sur 9 820 ha. Le 28 mars 1977, le site, sur une superficie de 175,01 km2, a été officiellement inscrit sur la liste des sites Ramsar pour la conservation et l'utilisation durable des zones humides. En 2000, l'Obedska bara été reconnue comme une Zone importante pour la conservation des oiseaux (ZICO) ; cette protection concerne une superficie de 230 km2 ; on peut notamment y observer la cigogne noire (Ciconia nigra) et la cigogne blanche (Ciconia ciconia), le blongios nain (Ixobrychus minutus) et le bihoreau gris (Nycticorax nycticorax). Parmi les rapaces, on peut signaler le faucon sacre (Falco cherrug) et le pygargue à queue blanche (Haliaeetus albicilla). D'autres espèces importantes caractérisent l'Obedska bara, comme la marouette poussin (Porzana parva), la marouette ponctuée (Porzana porzana), le martin-pêcheur d'Europe (Alcedo atthis), ou encore le pic mar (Dendrocopos medius), le pic syrien (Dendrocopos syriacus) et le pic vert (Picus viridis). Parmi les nombreuses espèces d'oiseaux, on peut encore citer la locustelle luscinioïde (Locustella luscinioides), la fauvette à tête noire (Sylvia atricapilla), le grimpereau des jardins (Certhia brachydactyla) et le gobemouche à collier (Ficedula albicollis).

### Monuments culturels et sites mémoriels

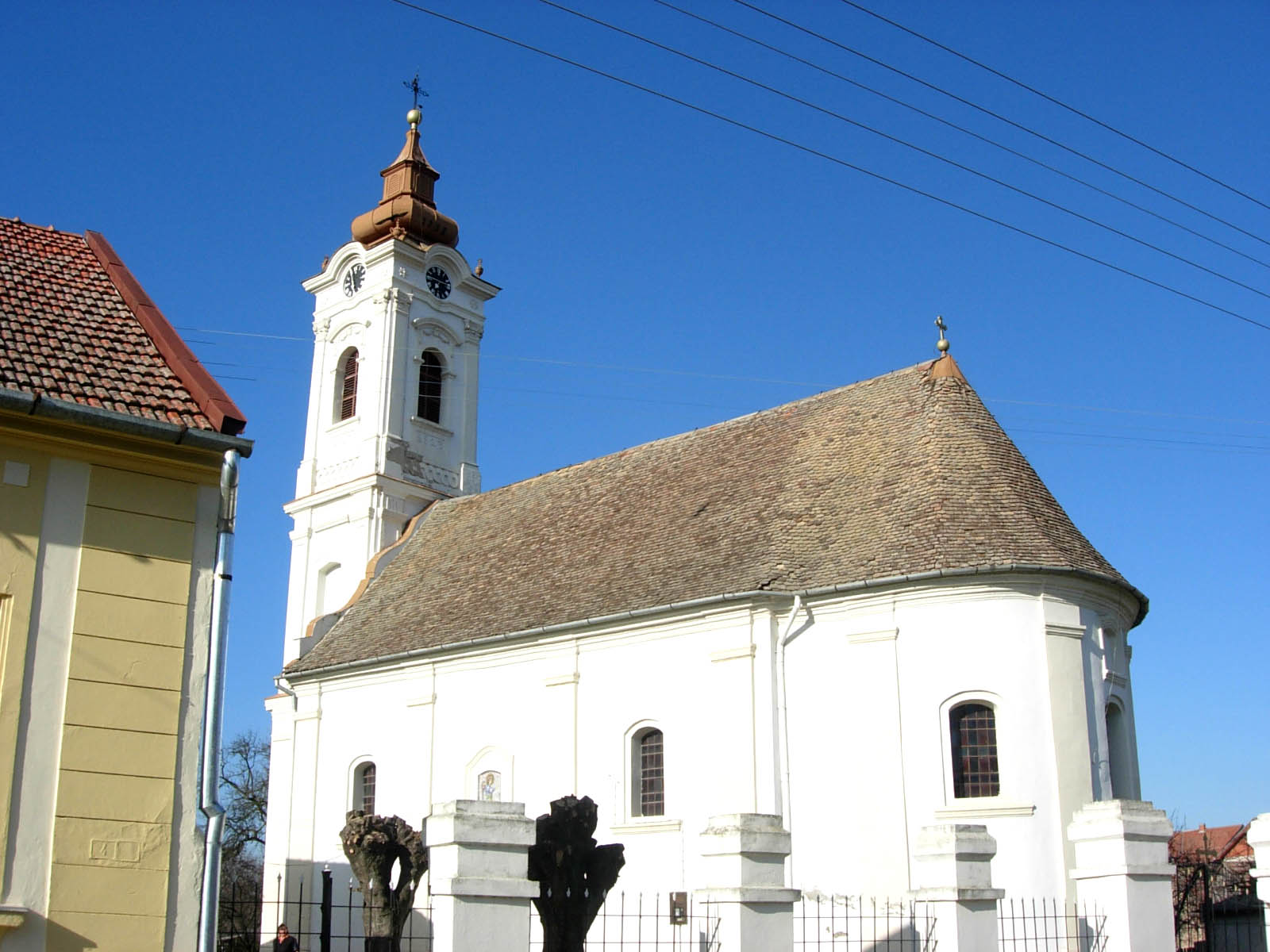
L'église Saint-Gabriel de Platičevo

En plus des édifices classés de la ville intra muros, la municipalité de Ruma abrite d'autres monuments culturels ou historiques.

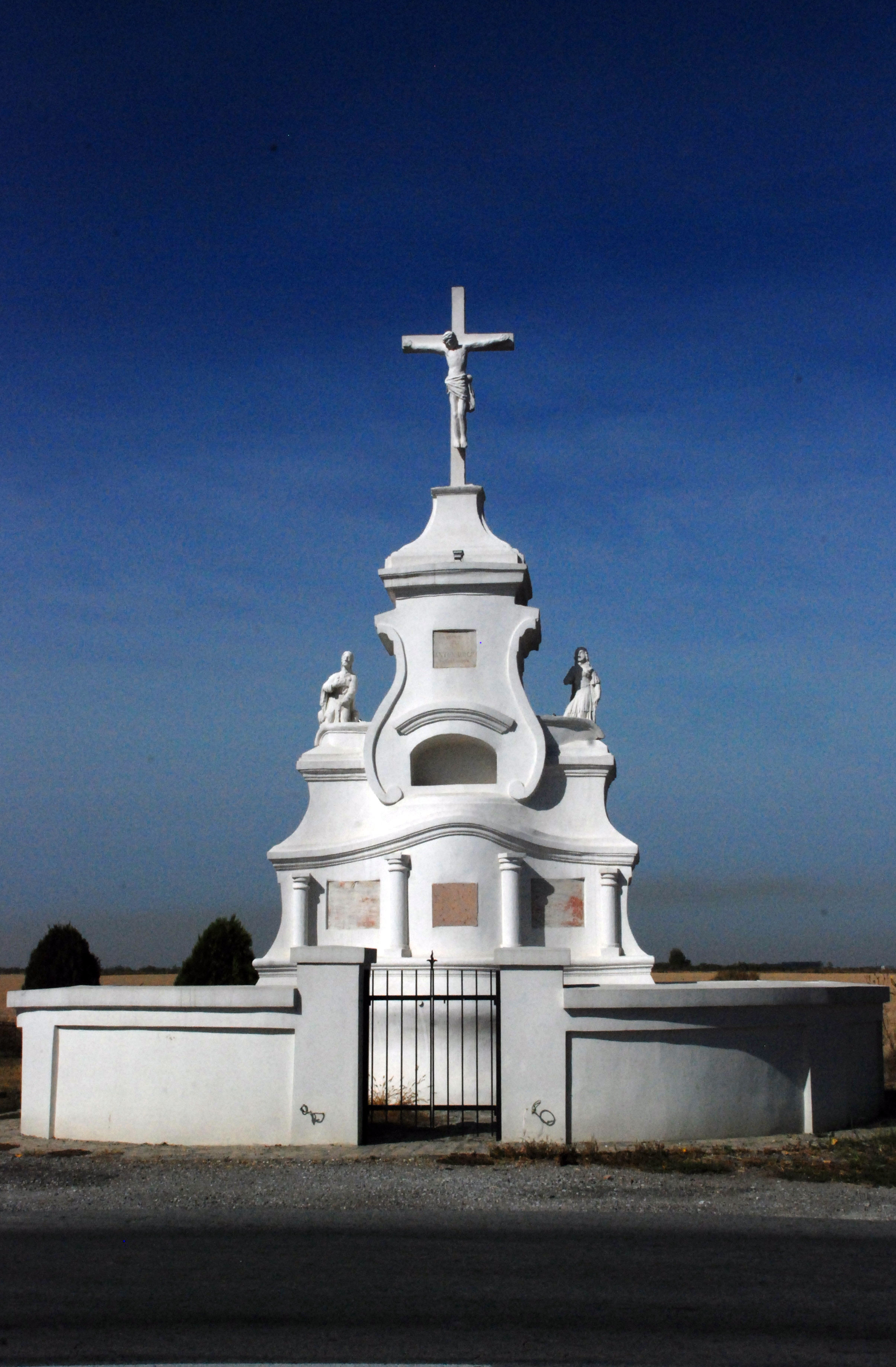
Le mémorial des Kipovi, entre Irig et Ruma

L'église Saint-Nicolas de Voganj a été édifiée entre 1740 et 1760. L'église Saint-Gabriel de Buđanovci a été construite entre 1763 et 1766 ; le village abrite aussi un ambar avec kotobanja qui date de 1897. L'église Saint-Nicolas de Stejanovci date de 1774. L'Église Saint-Nicolas de Kraljevci remonte à la seconde moitié du XVIIIe siècle et l'église Saint-Gabriel de Platičevo à la fin de ce même siècle. L'église catholique Saint-Clément de Hrtkovci a été édifiée en 1824. L'église Saint-Nicolas de Dobrinci remonte à la première moitié du XIXe siècle, tout comme l'église Saint-Nicolas de Donji Petrovci. Donji Petrovci conserve aussi un moulin qui date du début du XIXe siècle ; sur son territoire se trouve l'emplacement de l'ancienne ville romaine de Bassianae qui remonte au Ier siècle ; ses vestiges sont aujourd'hui inscrits sur la liste des sites archéologiques d'importance exceptionnelle de la République de Serbie. L'église Saint-Nicolas de Mali Radinci est elle aussi classée.
Sur le territoire de Ruma ou à proximité immédiate se trouvent quelques sites mémoriels classés. Le mémorial des Kipovi, érigé sur la route nationale M-21 entre Irig et Ruma, honore les victimes de la « peste d'Irig » qui a ravagé une partie de la Syrmie en 1795 et 1796. Le mémorial de Most razmene se trouve sur la route Ruma-Stejanovci. À Ruma se trouve le monument de la Révolution.

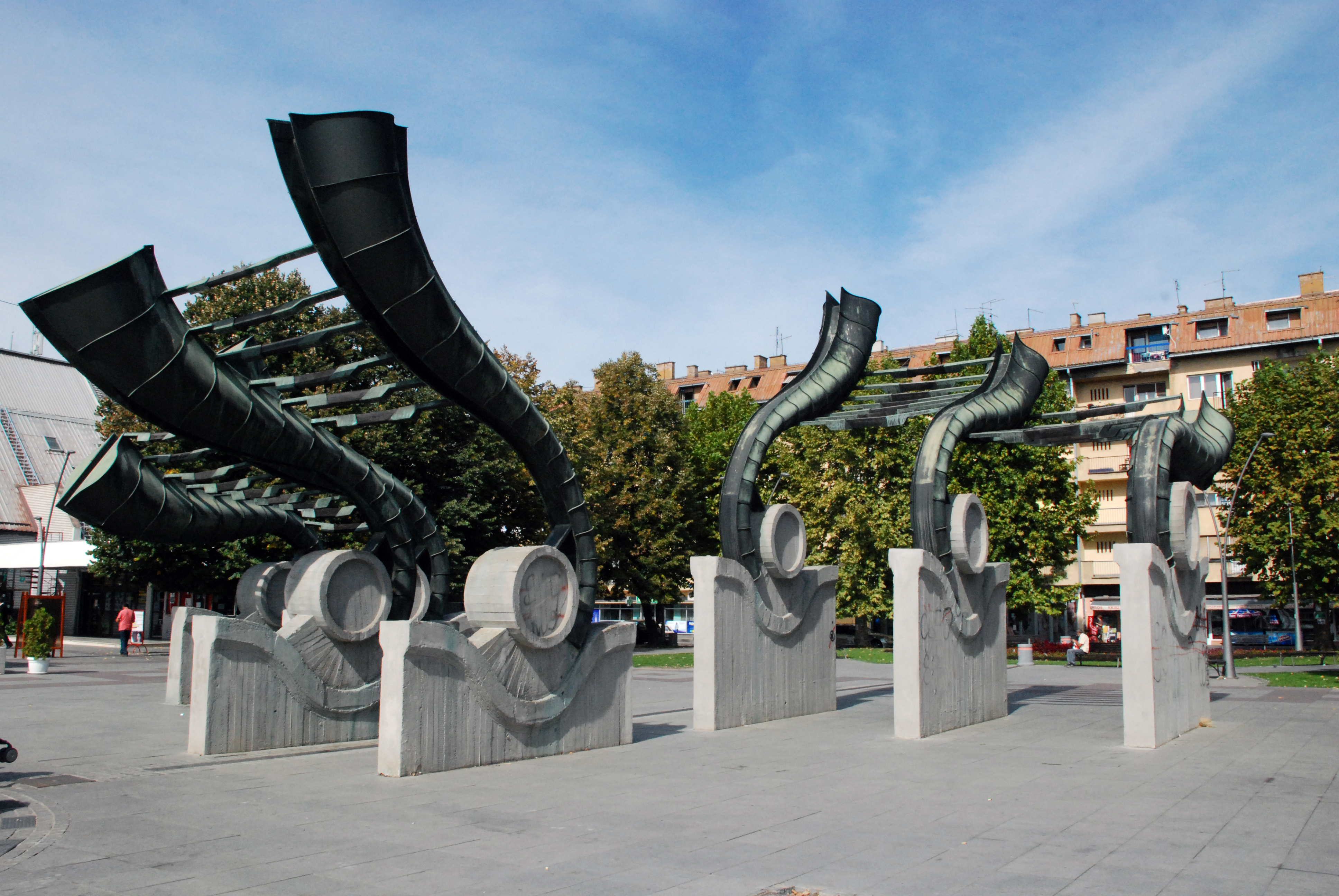
Le monument de la Révolution

## Transport

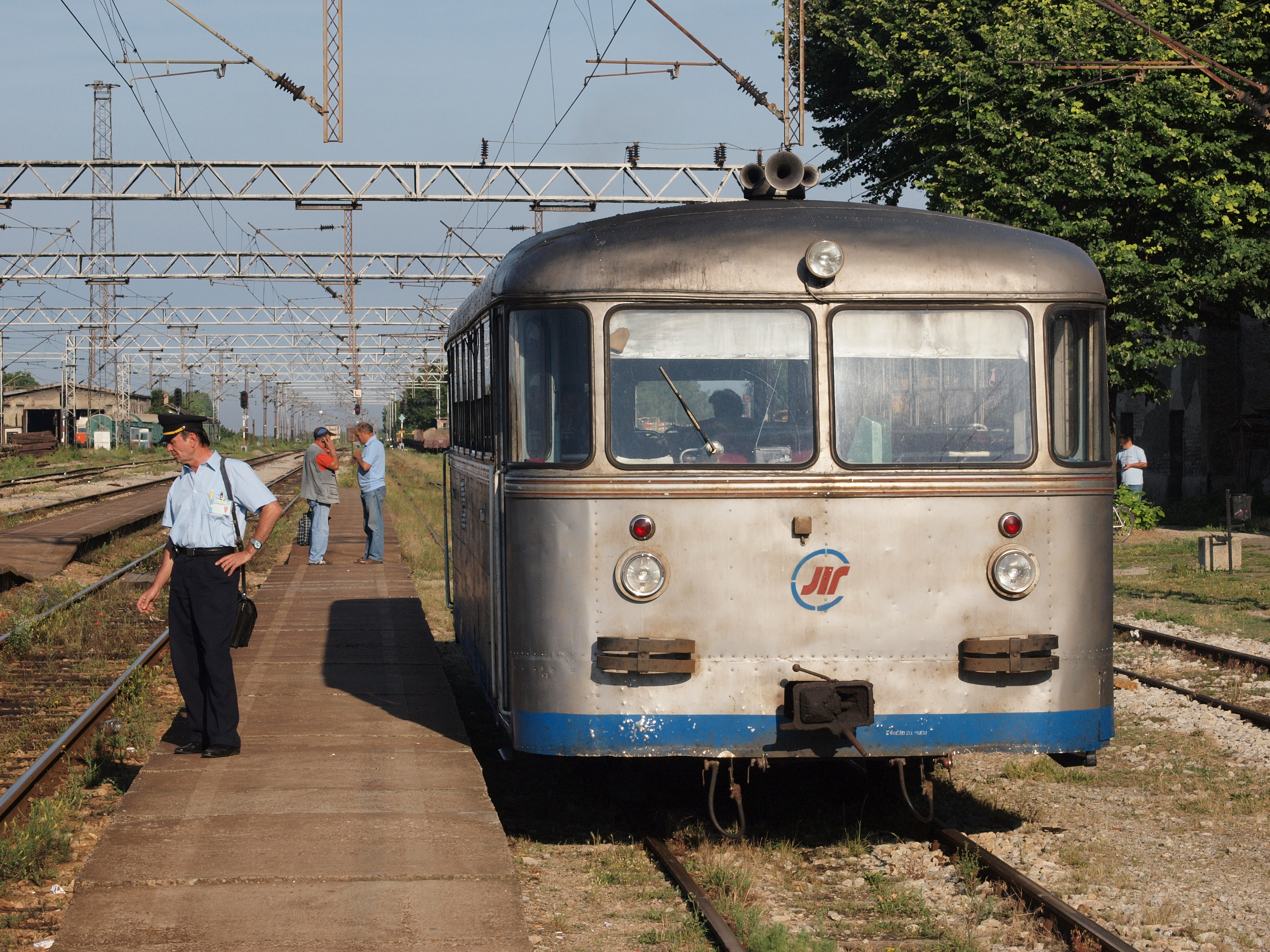
Un train à destination de Šabac

- Route nationale 21 (Serbie)
- Autoroute A3 (Serbie)

## Personnalités
Lazar Savatić (1914-1950), un Partisan communiste combattant de la Seconde Guerre mondiale et héros national de la Yougoslavie, est né à Ruma.
Le peintre Georgije Bakalović (1786-1943), né à Sremski Karlovci, est mort à Ruma.
Autres
- Atanasije Stojković, savant et homme de Lettres.
- Teodor Filipović (Boža Grujović), premier secrétaire du praviteljstvujušči sovjet dans la Serbie de Karađorđe.
- Jovan Pantelić, peintre.
- Konstantin Pantelić, peintre.
- Atanasije Teodorović, premier professeur au Licej serbe.
- Dimitrije Matić, homme politique et juriste.
- Teodor Toša Andrejević, musicien.
- Žarko Miladinović, homme politique et ministre dans le gouvernement du royaume des Serbes, Croates et Slovènes.
- Radovan Košutić, philologue.
- Pavle Vujović, professeur à l'université de Belgrade.
- Antun Lombajer, auteur de la première Histoire de la chirurgie rédigée en croate.